# Stanisław Małachowski
Stanisław Bartłomiej Ludwik Małachowski herbu Nałęcz (ur. 24 sierpnia 1736 w Końskich, zm. 29 grudnia 1809 w Warszawie) – hrabia na Końskich i Białaczowie, prezes Senatu Księstwa Warszawskiego w latach 1807–1809, senator-wojewoda Księstwa Warszawskiego w 1809 roku, stały przedstawiciel stanów w Straży Praw, starosta sądecki w okresie 1755–1784, marszałek konfederacji Korony Królestwa Polskiego i marszałek Sejmu Czteroletniego w 1788, referendarz wielki koronny w okresie 1780–1792, podstoli koronny w 1779, marszałek Trybunału Głównego Koronnego w 1775 roku.

## Życiorys
Syn Jana, brat Mikołaja, Antoniego i Jacka.
Był posłem krakowskim na sejm 1758 roku. Poseł województwa krakowskiego na sejm 1760 roku. Poseł województwa krakowskiego na sejm konwokacyjny 1764 roku, gdzie domagał się dokładniejszego określenia zakresu władzy hetmańskiej i ograniczenia liberum veto. Konsyliarz konfederacji Czartoryskich w 1764 roku. W 1764 roku podpisał elekcję Stanisława Augusta Poniatowskiego. Był posłem na sejm koronacyjny 1764 roku z województwa krakowskiego. Na sejmie koronacyjnym 1764 roku wyznaczony ze stanu rycerskiego do Asesorii Koronnej. Uczestnik konfederacji radomskiej w 1767 roku. Był posłem na sejm 1766 roku z województwa krakowskiego. W 1774 został marszałkiem Trybunału Głównego Koronnego, któremu przywrócił dawną sprawność i uczciwość, zyskując u współczesnych miano Arystydesa polskiego. W latach 1776–1780 konsyliarz Rady Nieustającej. Członek Departamentu Sprawiedliwości Rady Nieustającej w 1779 roku. W 1782 został kawalerem Orderu Świętego Stanisława. W tym samym roku odznaczony został Orderem Orła Białego. Poseł sandomierski na Sejm Czteroletni w 1788 roku, wybrany jego marszałkiem, przeprowadził zawiązanie Sejmu w konfederację i został marszałkiem konfederacji koronnej. Należąc do Stronnictwa Patriotycznego był wraz z Ignacym Potockim i Hugonem Kołłątajem jednym z głównych twórców Konstytucji 3 maja. Mieszkał w należącym do jego żony Pałacu Czapskich (na Krakowskim Przedmieściu, dziś Akademia Sztuk Pięknych), gdzie na tajnych zebraniach redagowano tekst tej ustawy. Małachowski też przeprowadził jej uchwalenie na sesji sejmowej 3 maja 1791 i był jednym z sygnatariuszy Konstytucji 3 maja.
Małachowski popierał dążenia miast do rozszerzenia ich praw politycznych i był zwolennikiem współpracy szlachty z mieszczaństwem. Jako jeden z pierwszych ze swego stanu wpisał się do księgi miejskiej jako obywatel miasta Warszawy (29 kwietnia 1791). W swych dobrach ostrogskich na Podolu oczynszował chłopów (1791), spisał powinności, zwolnił ich od niektórych ciężarów, zaczął organizować opiekę lekarską dla włościan. W czasie wojny polsko-rosyjskiej, na zebraniu 23 lipca 1792 był przeciwny decyzji króla Stanisława Augusta Poniatowskiego o jego przystąpieniu do konfederacji targowickiej i sprzeciwił się jakimkolwiek układom z targowiczanami. Po przystąpieniu króla do Targowicy 25 lipca 1792 wystąpił z manifestem potępiającym akt konfederacji i stwierdzającym iż „sejm nadal trwa, a będzie zwołany, jak tylko okoliczności na to pozwolą”, po czym udał się do Wiednia, a potem Włoch. Odmówił udziału w insurekcji kościuszkowskiej, obawiając się jej radykalizmu. W 1796 powrócił do swych dóbr na Kielecczyźnie, które znalazły się w wyniku III rozbioru w Galicji. W 1798 został aresztowany przez władze austriackie w związku z projektowanym na emigracji (1797) reaktywowaniem Sejmu Czteroletniego, więziony przez 8 miesięcy w Krakowie.
W grudniu 1806 został wezwany przez Napoleona do Warszawy, gdzie 14 stycznia 1807 został prezesem Komisji Rządzącej. W październiku 1807 król Fryderyk August I mianował go prezesem Rady Ministrów Księstwa Warszawskiego. Był to wybór nieodpowiedni [...] Małachowski był człowiekiem poprzedniej generacji, [...] nie miał zrozumienia dla potrzeb scentralizowanego i biurokratycznego państwa napoleońskiego (Andrzej Zahorski).
Jako prezes Rady, Małachowski był zwolennikiem reaktywowania w Księstwie Konstytucji 3 maja i przeciwnikiem wprowadzenia Kodeksu Napoleona oraz innych projektów ministra sprawiedliwości Feliksa Łubieńskiego. Gdy król opowiedział się przeciwko jego pomysłom, w grudniu 1807 złożył dymisję.
W 1808 otrzymał nominację na honorowe stanowisko prezesa senatu. W tej też roli w marcu 1809 otwierał pierwszy sejm Księstwa, na którym wystąpił z atakiem na Kodeks Napoleona, nie uzyskał jednak szerszego poparcia.
Zmarł 29 grudnia 1809 roku. Pochowany w warszawskim kościele św. Krzyża.

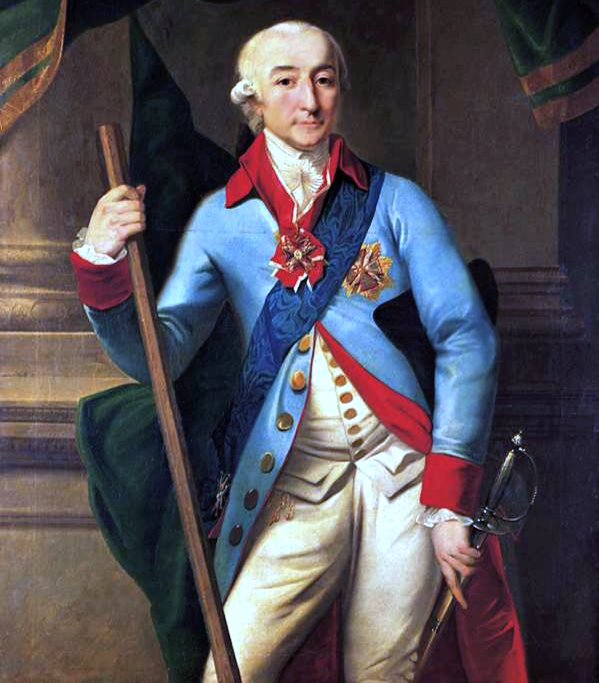
Stanisław Małachowski z laską marszałkowską, obraz należący do serii obrazów Peszki.
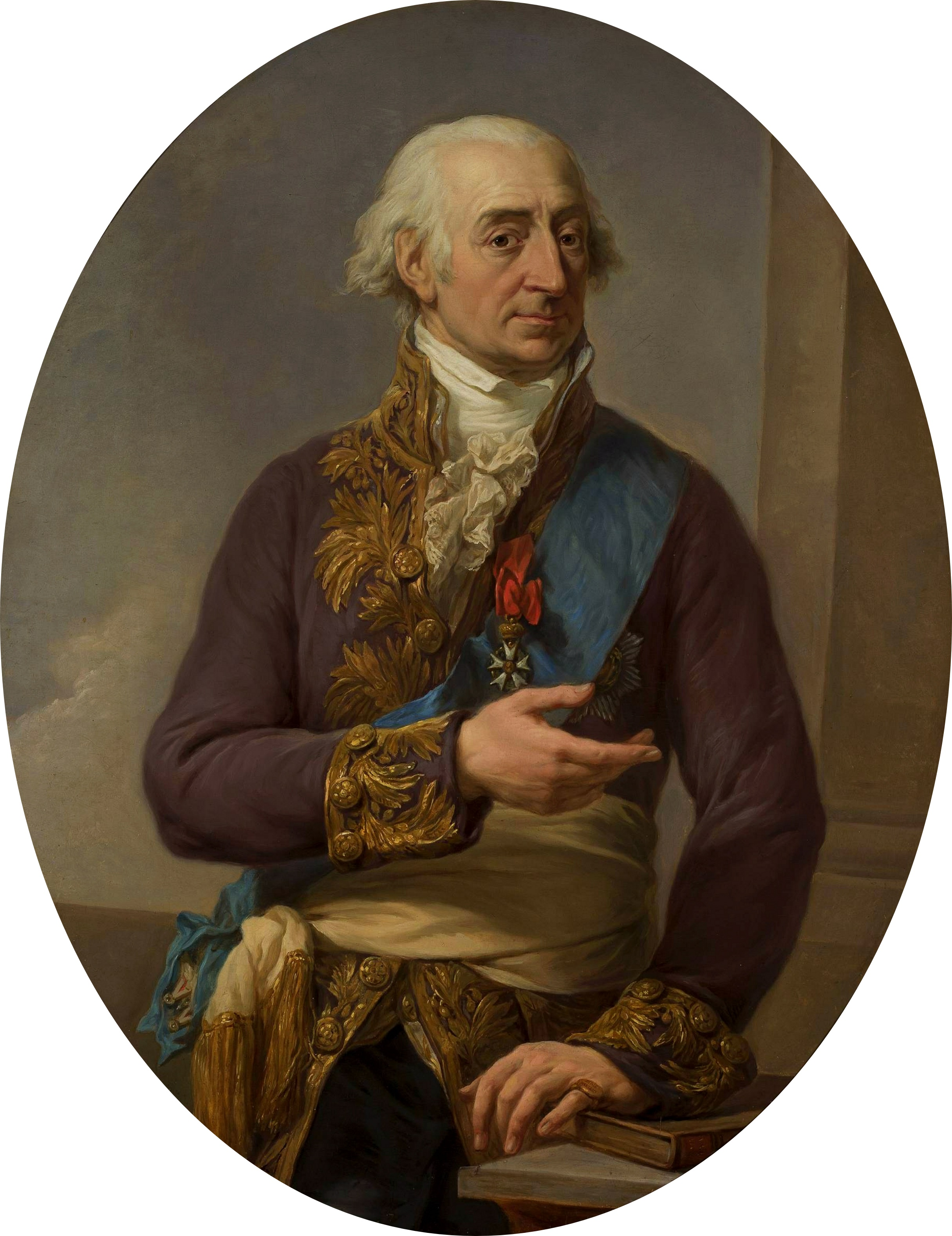
Portret marszałka pędzla Bacciarellego
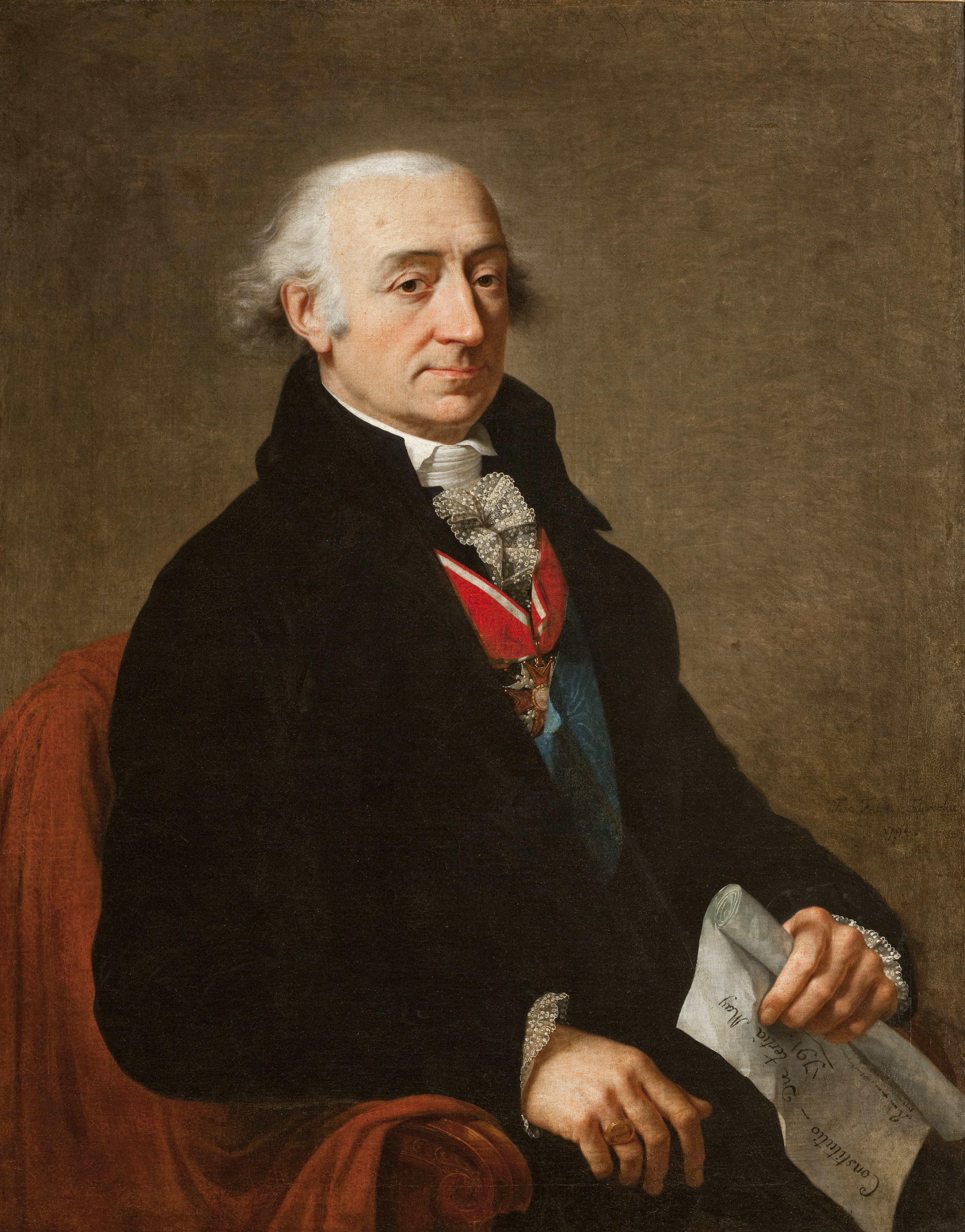
Portret Stanisława Małachowskiego z 1794 roku, autorstwa Fabrego
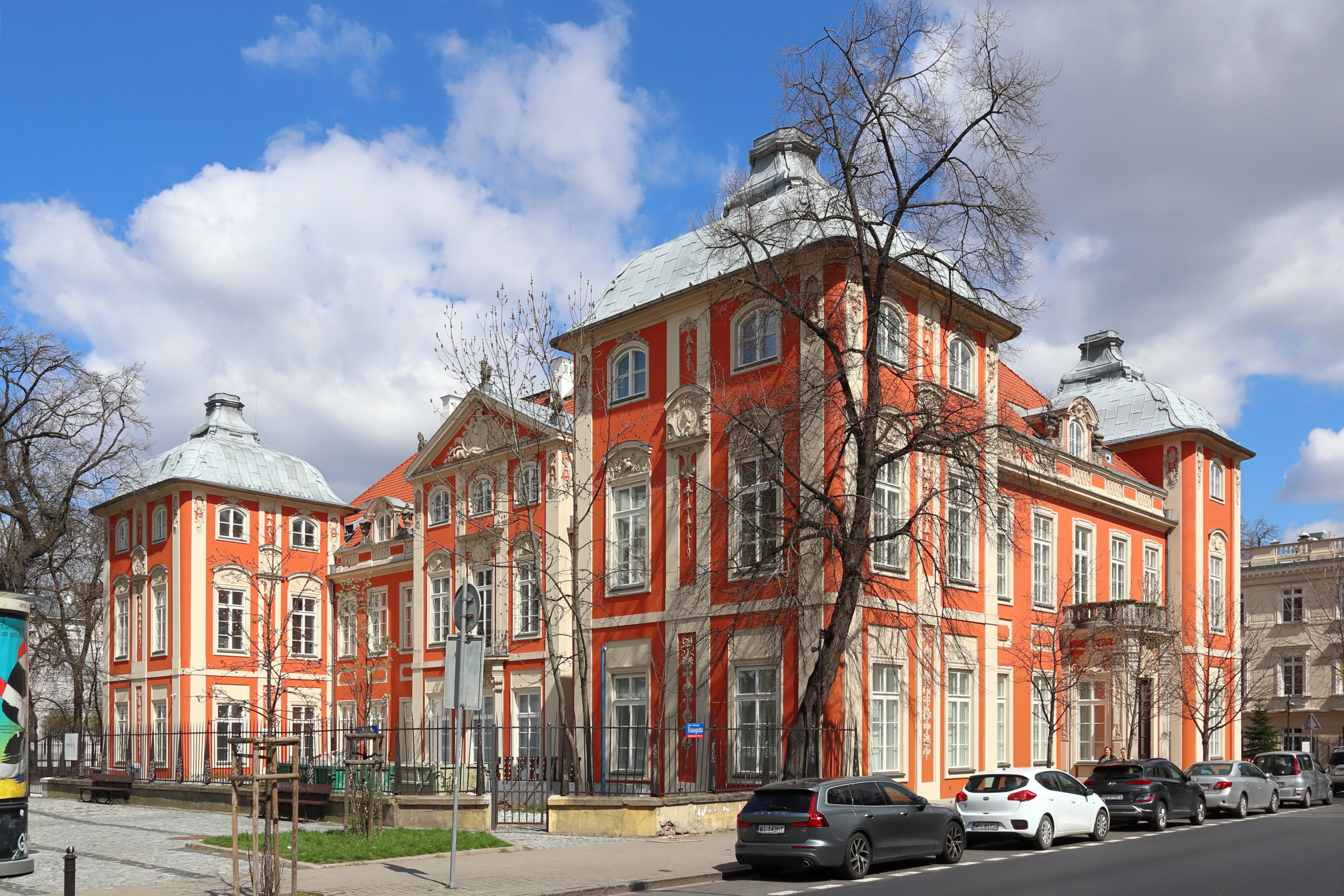
Pałac Czapskich, w którym mieszkał w Warszawie

## Życie prywatne
Żonaty dwukrotnie, z córkami Tomasza Hutten-Czapskiego herbu Leliwa (1711–1784):
- z Urszulą Hutten-Czapską, starościanką knyszyńską
- następnie, po jej śmierci, z Konstancją Hutten-Czapską (siostrą Urszuli), rozwódką po ks. Dominiku Radziwile na Nieświeżu herbu Trąby (1754–1798).

| 4. Stanisław Małachowski       |  |                        |  |  |                             |
|                                |  | 2. Jan Małachowski     |  |  |                             |
| 5. Anna Konstancja Małachowska |  |                        |  |  |                             |
|                                |  |                        |  |  | 1. Stanisław Małachowski II |
| 6. Stefan Rycht Humiecki       |  |                        |  |  |                             |
|                                |  | 3. Izabela Małachowska |  |  |                             |
| 7. Katarzyna Humiecka          |  |                        |  |  |                             |
|                                |  |                        |  |  |                             |